# Ptychohyla hypomykter
Espèce
Statut de conservation UICN

 VU  : Vulnérable
Ptychohyla hypomykter est une espèce d'amphibiens de la famille des Hylidae.

## Répartition
Cette espèce se rencontre entre 620 et 2 070 m d'altitude au Guatemala, au Honduras et au Nicaragua. Sa présence est incertaine au Salvador.

## Publication originale
- McCranie & Wilson, 1993 : Taxonomic Changes Associated with the Names Hyla spinipollex Schmidt and Ptychohyla merazi Wilson and McCranie (Anura: Hylidae). The Southwestern Naturalist, vol. 38, no 2, p. 100-104.